# Nagroda Brama Stokera w 2014

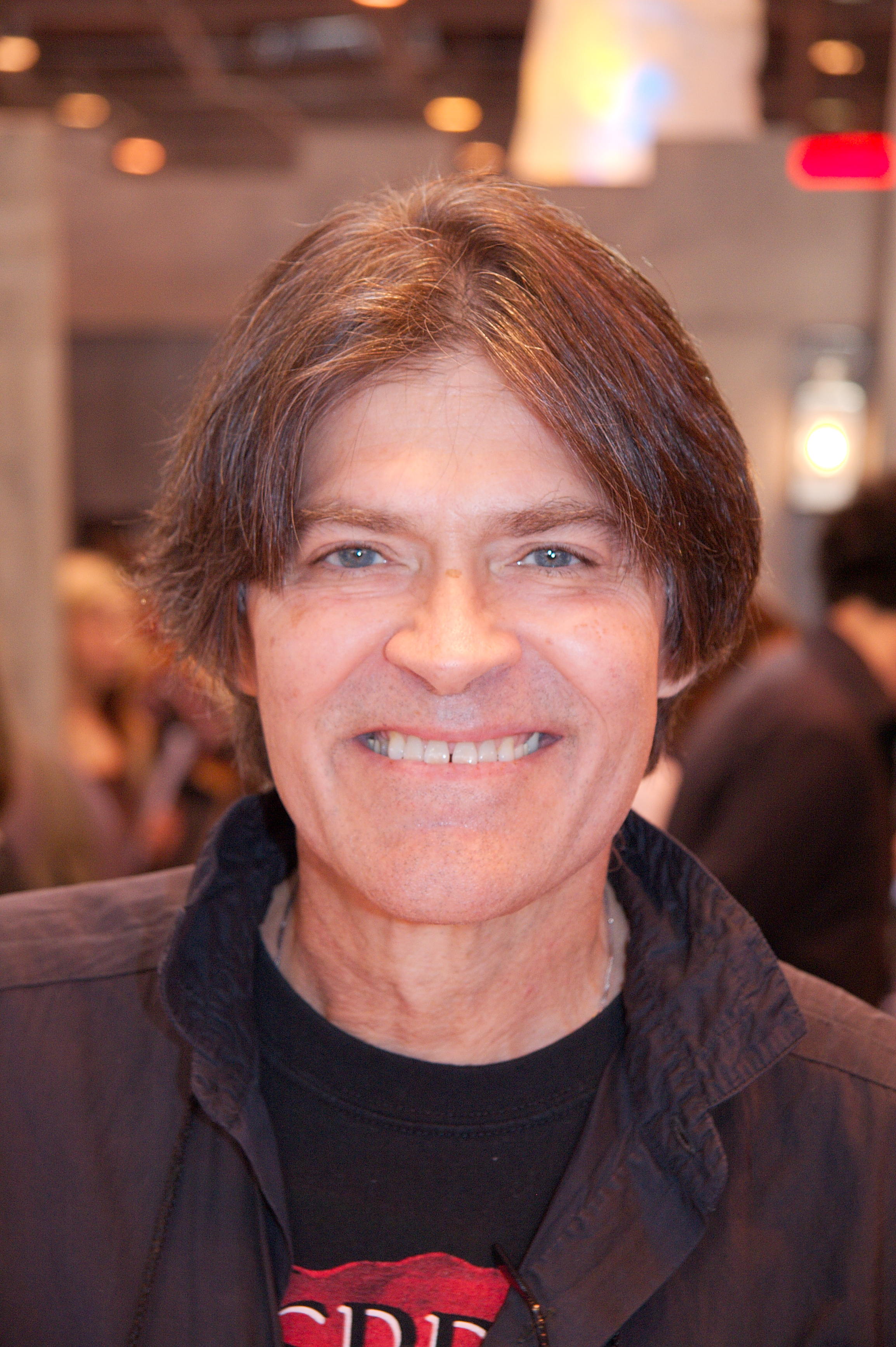
Jack Ketchum – laureat nagrody specjalnej za całokształt twórczości

Zwycięzcy i nominowani do Nagrody Brama Stokera za rok 2014.

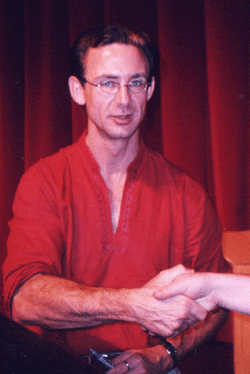
Chuck Palahniuk – nominowany w kategorii Powieść za Beautiful You oraz za antologię Burnt Tongues

## Kategorie[1]
- Powieść (Novel) – utwór składający się z 40 000 lub więcej słów pisany prozą.
- Debiut powieściowy (First Novel) – utwór składający się z 40 000 lub więcej słów pisany prozą napisany przez autora, który nigdy wcześniej nie publikował utworu w gatunkach horror, dark fantasy lub okultyzmu.
- Powieść dla młodzieży (Young Adult Novel) – utwór składający się z 40 000 lub więcej słów pisany prozą przeznaczony dla grupy wiekowej 14-21 lat.
- Powieść graficzna (Graphic Novel) – utwór w formie komiksu wydany tradycyjnie albo elektronicznie nie krótszy niż 48 stron. Nagradzani są tylko pisarze, a nie rysownicy.
- Długie opowiadanie (Long Fiction) – utwór składający się co najmniej z 7500 słów, ale nie więcej niż 39 999 słów pisany prozą.
- Krótkie opowiadanie (Short Fiction) – utwór składający się z nie więcej niż 7499 słów pisany prozą.
- Zbiór opowiadań (Collection) – zbiór co najmniej trzech oddzielnych utworów napisanych przez jednego autora i oferowanych na sprzedaż lub dystrybuowane w jednym pakiecie w formie książki, książki audio, książki elektronicznej lub innej formie. Łączna długość utworów musi wynosić co najmniej 40 000 słów.
- Utwór non-fiction (Nonfiction) – utwór składający się z 40 000 słów. Może być w formie np. krytyki, biografii, autobiografii, analizy naukowej, odniesień, komentarzy, opinii z zakresu szeroko pojętego horroru, dark fantasy lub okultyzmu.
- Antologia (Anthology) – co najmniej trzy oddzielne utwory napisane przez dwóch lub więcej autorów, wybrane przez redaktora i oferowane na sprzedaż lub dystrybuowane w jednym pakiecie. Łączna długość utworów musi wynosić co najmniej 60 000 słów, a przynajmniej 60% utworów nie może być przed publikacją w antologii wcześniej wydana.
- Scenariusz (Screenplay) – scenariusze filmów pełnometrażowych lub seriali telewizyjnych. Nagradzani są tylko autorzy scenariusza.
- Poezja (Poetry collection) – pozycja składająca się z co najmniej 30 stron utworów pojedynczego autora lub 48 stron nie więcej niż 4 autorów.

## Legenda
| zwycięzca |
| nominacja |

## Powieść (Novel)
| Imię i nazwisko  | Tytuł oryginalny    | Tytuł polski |
| ---------------- | ------------------- | ------------ |
| Steve Rasnic Tem | Blood Kin           |              |
| Christopher Rice | The Vines           |              |
| Chuck Palahniuk  | Beautiful You       |              |
| Patrick Freivald | Jade Sky            |              |
| Craig DiLouie    | Suffer the Children |              |

## Debiut powieściowy (First Novel)
| Imię i nazwisko  | Tytuł oryginalny      | Tytuł polski |
| ---------------- | --------------------- | ------------ |
| Maria Alexander  | Mr. Wicker            |              |
| J.D. Barker      | Forsaken              |              |
| David Cronenberg | Consumed              |              |
| Michael Knost    | Return of the Mothman |              |
| Josh Malerman    | Bird Box              |              |

## Powieść dla młodzieży (Young Adult Novel)
| Imię i nazwisko    | Tytuł oryginalny                    | Tytuł polski |
| ------------------ | ----------------------------------- | ------------ |
| John Dixon         | Phoenix Island                      |              |
| Jake Bible         | Intentional Haunting                |              |
| Kami Garcia        | Unmarked (The Legion Series Book 2) |              |
| Tonya Hurley       | Passionaries                        |              |
| Peter Adam Salomon | All Those Broken Angels             |              |

## Powieść graficzna (Graphic Novel)
| Imię i nazwisko               | Tytuł oryginalny      | Tytuł polski |
| ----------------------------- | --------------------- | ------------ |
| Jonathan Maberry              | Bad Blood             |              |
| Emily Carroll                 | Through the Woods     |              |
| Joe Hill                      | Locke and Key, Vol. 6 |              |
| Joe R. Lansdale Daniele Serra | I Tell You Its Love                      |              |
| Paul Tobin                    | The Witcher           |              |

## Długie opowiadanie (Long Fiction)
| Imię i nazwisko  | Tytuł oryginalny           | Tytuł polski |
| ---------------- | -------------------------- | ------------ |
| Joe R. Lansdale  | Fishing for Dinosaurs      |              |
| Taylor Grant     | The Infected               |              |
| Eric J. Guignard | Dreams of a Little Suicide |              |
| Jonathan Maberry | Three Guys Walk into a Bar |              |
| Joe McKinney     | Lost and Found             |              |

## Krótkie opowiadanie (Short Fiction)
| Imię i nazwisko         | Tytuł oryginalny                                         | Tytuł polski |
| ----------------------- | -------------------------------------------------------- | ------------ |
| Usman T. Malik          | The Vaporization Enthalpy of a Peculiar Pakistani Family |              |
| Rena Mason              | Ruminations                                              |              |
| Hal Bodner              | Hot Tub                                                  |              |
| Sydney Leigh            | Baby's Breath                                            |              |
| John Palisano           | Splinterette                                             |              |
| Damien Angelica Walters | The Floating Girls: A Documentary                        |              |

## Zbiór opowiadań (Fiction Collection)
| Imię i nazwisko      | Tytuł oryginalny                      | Tytuł polski |
| -------------------- | ------------------------------------- | ------------ |
| Lucy A. Snyder       | Soft Apocalypses                      |              |
| Stephen Graham Jones | After the People Lights Have Gone Off |              |
| John R. Little       | Little by Little                      |              |
| Helen Marshall       | Gifts for the One Who Comes After     |              |
| John F.D. Taff       | The End in All Beginnings             |              |

## Scenariusz (Screenplay)
| Imię i nazwisko | Tytuł oryginalny                                                     | Tytuł polski                 |
| --------------- | -------------------------------------------------------------------- | ---------------------------- |
| Jennifer Kent   | The Babadook                                                         | Babadook                     |
| Scott M. Gimple | The Walking Dead: "The Grove"                                        | Żywe trupy                   |
| John Logan      | Penny Dreadful: "Séance"                                             | Dom grozy                    |
| Steven Moffat   | Doctor Who: "Listen"                                                 | Doktor Who                   |
| James Wong      | American Horror Story: Coven: "The Magical Delights of Stevie Nicks" | American Horror Story: Sabat |

## Antologia (Anthology)
| Imię i nazwisko                               | Tytuł oryginalny      | Tytuł polski |
| --------------------------------------------- | --------------------- | ------------ |
| Ellen Datlow                                  | Fearful Symmetries    |              |
| Michael Bailey                                | Qualia Nous           |              |
| Jason V Brock                                 | A Darke Phantastique  |              |
| Chuck Palahniuk Richard Thomas Dennis Widmyer | Burnt Tongues         |              |
| Brett J. Talley                               | Limbus, Inc., Book II |              |

## Utwór non-fiction (Nonfiction)
| Imię i nazwisko           | Tytuł oryginalny                                                            | Tytuł polski |
| ------------------------- | --------------------------------------------------------------------------- | ------------ |
| Lucy A. Snyder            | Shooting Yourself in the Head For Fun and Profit: A Writer’s Survival Guide |              |
| Jason V Brock             | Disorders of Magnitude                                                      |              |
| Sunand Tryambak Joshi     | Lovecraft and a World in Transition                                         |              |
| Leslie S. Klinger         | The New Annotated H.P. Lovecraft                                            |              |
| Joe Mynhardt Emma Audsley | Horror 101: The Way Forward                                                 |              |

## Poezja (Poetry collection)
| Imię i nazwisko                       | Tytuł oryginalny          | Tytuł polski |
| ------------------------------------- | ------------------------- | ------------ |
| Tom Piccirilli                        | Forgiving Judas           |              |
| Robert Payne Cabeen                   | Fearworms: Selected Poems |              |
| Corrine De Winter Alessandro Manzetti | Venus Intervention        |              |
| Marge Simon Mary Turzillo             | Sweet Poison              |              |
| Stephanie M. Wytovich                 | Mourning Jewelry          |              |

## Nagrody specjalne

### Nagroda za całokształt twórczości (Lifetime Achievement)
- Jack Ketchum
- Tanith Lee

### Specialty Press Award
- ChiZine

### Richard Laymon President's Award
- Tom Calen
- Brock Cooper
- Doug Murano

### Silver Hammer
Rena Mason